# Harro Harring

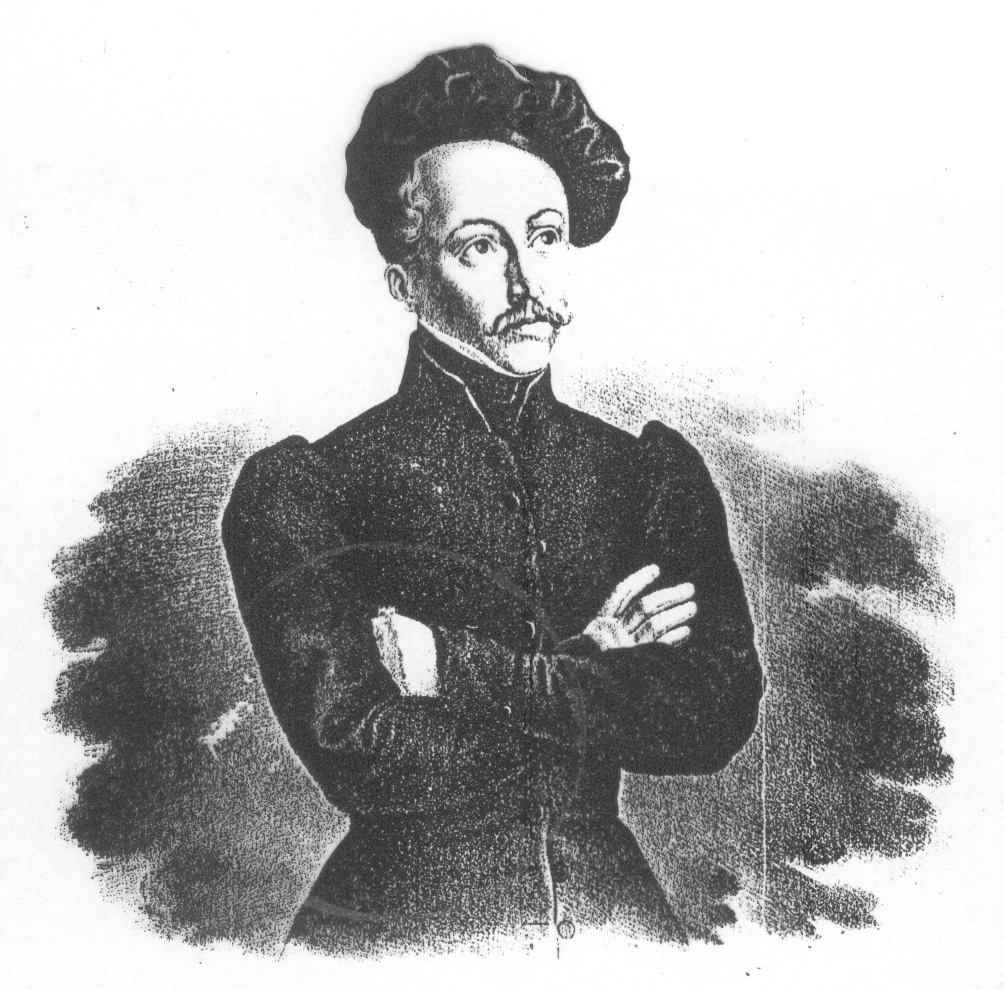
Harro Harring.

Harro Paul Harring, född den 28 augusti 1798 på Ibenshof nära Husum, död den 15 maj 1870 i Saint Helier, Jersey, var en tysk revolutionsman och skriftställare.
Harring var först tulltjänsteman, ägnade sig sedan åt målarkonsten och begav sig vid grekiska frihetskrigets utbrott till Grekland för att kämpa mot turkarna. Sedermera fortsatte han i Rom sina konststudier och ingick 1828 vid gardeslansiärregementet i Warszawa, men tog redan 1830 avsked och återvände till Tyskland. Fördriven från Leipzig och ur Bayern, begav han sig till Frankfurt, där han redigerade tidningen Das konstitutionelle Deutschland, och senare till Schweiz, där han för sitt deltagande i tåget till Savoyen 1836 häktades i Bern. Därifrån fördes han till England. Året därefter sårades han svårt i en duell och begav  sig till Helgoland, men blev 1838 där ånyo häktad och återförd till England. Ett lika öde hade han 1839. Efter att ha fört ett kringflackande liv i England, Nordamerika och Brasilien kom han 1849 till Norge, varifrån han på grund av revolutionära strävanden likaledes blev utvisad 1850. Han återvände då till London. 1854 gjorde han åter ett besök i Brasilien, men kom 1856 tillbaka till England och kvarstannade där. Harring var en framstående medlem av den revolutionära propagandan och Mazzinis trogne kamrat. Han dog på ön Jersey, efter en längre tids sinnessjukdom och i torftiga omständigheter, genom självmord. Av hans många arbeten, som alla är fulla av friskhet och framgått ur en omedelbar åskådning, men lider av tekniska brister, märks: Rhonghar Jarr. Fahrten eines Friesen in Dänemark, Deutschland, Ungarn, Holland, Frankreich, Griechenland, Italien und der Schweiz (1828), en autobiografisk skrift; romanerna Der Carbonaro zu Spoleto (1831), Julius von Dreyfalken (samma år), Der Pole (samma år; "Memoirer öfver Polen under ryska väldet", 1832) samt Dolores (1858–1859); hjältedikten Szapari och Batthyányi (1828); dramerna Der Student von Salamanca (1825), Faust im Gewande der Zeit (1831), Moses zu Tanis (1859) och Die Dynastie (1861).